# Dubravice Donje
Dubravice Donje är en ort i Bosnien och Hercegovina.   Den ligger i distriktet Brčko, i den nordöstra delen av landet, 110 km norr om huvudstaden Sarajevo. Dubravice Donje ligger 164 meter över havet och antalet invånare är 396.
Terrängen runt Dubravice Donje är platt åt nordost, men åt sydväst är den kuperad.Närmaste större samhälle är Brčko, 10,8 km norr om Dubravice Donje. 
Omgivningarna runt Dubravice Donje är en mosaik av jordbruksmark och naturlig växtlighet. Runt Dubravice Donje är det ganska tätbefolkat, med 67 invånare per kvadratkilometer.